# Pécsi fesztiválok listája
Ez a cikk a rendszeresen megrendezésre kerülő pécsi fesztiválokat gyűjti össze.

## Könnyűzenei fesztiválok
Pécsi könnyűzenei fesztiválok ábécésorrendben:
| - Batta Dem fesztivál – reggae - Eszék – Újvidék – Pécs Jazz híd - Fishing on Orfű° - Folk&Roll fesztivál - ICWiP (International Culture Week in Pécs) - Kelet-Nyugati Átjáró Balkán Világzenei Fesztivál - Made in Pécs Fesztivál - P.DAY - PEN (Pécsi Egyetemi Napok) - Pécsi Nemzetközi Summertime Blues & Jazz Fesztivál - Rockmaraton - Sétatér fesztivál – Zenés fesztivál, borospincék, bódésor - Sörmajális ° - Az orfűi fesztivál nem Pécsen van, mégis a városhoz szokás sorolni az erős kulturális kötődés és a szervező Lovasi András miatt. |

## Egyéb fesztiválok
- Bordalfesztivál[11]
- CinePécs Nemzetközi Filmfesztivál[12]
- Cirkusz- és Utcaszínház Fesztivál[13]
- Diákfesztivál
- Diákfilmfesztivál[14]
- Folknapok[15]
- Irodalmi fesztivál[16]
- „Isten hozott, kedves vendég!” fesztivál
- Magyarok kenyere
- Magyarok Kulturális Világfesztiválja[17]
- Nemzetközi Egyetemi Színházi Fesztivál
- Nemzetközi kórusfesztivál
- Nemzetközi romafesztivál[18]
- Nemzetközi Magyar Vadászkürtös Verseny[19]
- Nemzetközi tánctalálkozó[20]
- Örökség fesztivál[21]  – Pécsi napok
- Pécsi Nemzetközi Felnőttbábfesztivál
- Pécsi Zsidó Napok
- PécsMegálló  – Reklám célra szánt képzőművészeti alkotások
- POSZT – Pécsi Országos Színházi Találkozó[22]
- Szabadtéri játékok
- Táncmaraton
- Zeneszüret[23] – A Filharmónia Dél-dunántúli Nonprofit Kft. komolyzenei fesztiválja